# گلن موس
گلن موس (انگلیسی: Glen Moss؛ زادهٔ ۱۹ ژانویهٔ ۱۹۸۳) یک بازیکن فوتبال اهل نیوزیلند است.
وی همچنین در تیم ملی فوتبال نیوزیلند بازی کرده‌است.